# Jaŭhenij Karalëk
Jaŭhenij Karalëk (in bielorusso Яўгеній Сяргеевіч Каралёк?; Hrodna, 9 giugno 1996) è un ciclista su strada e pistard bielorusso che corre per il team Minsk Cycling Club. Su pista è stato due volte campione del mondo nello scratch, nel 2018 e nel 2020.

## Palmarès

### Pista
- 2016

Grand Prix Minsk, Inseguimento a squadre (Minsk, con Jaŭheni Achramenka, Michail Šėmetaŭ e Chardzej Ciščanka)
- 2017

2ª prova Coppa del mondo 2016-2017, Scratch (Los Angeles)
Campionati europei, Scratch Under-23
- 2018

3ª prova Coppa del mondo 2017-2018, Scratch (Minsk)
Campionati bielorussi, Scratch
Campionati del mondo, Scratch
Campionati bielorussi, Omnium
Sei giorni delle Rose, Scratch
- 2019

Grand Prix Minsk, Americana (con Raman Ciškoŭ)
Grand Prix Moscow, Corsa a punti
Grand Prix Moscow, Omnium
Campionati bielorussi, Corsa a punti
Campionati bielorussi, Scratch
Campionati bielorussi, Omnium
Campionati bielorussi, Inseguimento a squadre (con Kanstancin Bjaljucki, Michail Šėmetaŭ e Chardzej Ciščanka)
Campionati bielorussi, Americana (con Michail Šėmetaŭ)
Grand Prix Poland, Inseguimento a squadre (con Chardzej Ciščanka, Raman Ciškoŭ e Michail Šėmetaŭ)
Grand Prix Poland, Omnium
1ª prova Coppa del mondo 2019-2020, Scratch (Minsk)
- 2020

Campionati bielorussi, Inseguimento individuale
Campionati bielorussi, Corsa a punti
Campionati del mondo, Scratch
- 2021

1ª prova Coppa delle Nazioni, Scratch (Hong Kong)
San Pietroburgo, Scratch
2ª prova Coppa delle Nazioni, Omnium (San Pietroburgo)
- 2022

Sei giorni delle Rose, Corsa a punti
Sei giorni delle Rose, Scratch

#### Altri successi
- 2017

Classifica generale Coppa del mondo 2016-2017, Scratch
- 2021

Classifica generale Coppa delle Nazioni, Omnium

### Strada
- 2017 (Minsk Cycling Club, due vittorie)

Campionati bielorussi, Prova a cronometro Under-23
Grand Prix Minsk
- 2018 (Minsk Cycling Club, due vittorie)

4ª tappa Tour of Mersin (Mersin > Mersin)
1ª tappa Tour of Estonia (Tallinn > Tartu)
- 2019 (Minsk Cycling Club, una vittoria)

Minsk Cup
- 2020 (Minsk Cycling Club, una vittoria)

Campionati bielorussi, Prova a cronometro Elite
- 2021 (Minsk Cycling Club, una vittoria)

Campionati bielorussi, Prova a cronometro Elite
- 2022 (Minsk Cycling Club, due vittorie)

Grand Prix Justiniano Race
Campionati bielorussi, Prova a cronometro Elite
- 2023 (Minsk Cycling Club, una vittoria)

Campionati bielorussi, Prova a cronometro Elite
- 2024 (Minsk Cycling Club, una vittoria)

Campionati bielorussi, Prova a cronometro Elite

#### Altri successi
- 2023 (Minsk Cycling Club)

1ª tappa Tour of Belarus (Brest > Brest)
3ª tappa Tour of Belarus (Belavezhskaya Pushcha > Belavezhskaya Pushcha)
Classifica generale Tour of Belarus
- 2024 (Minsk Cycling Club)

GP Maltsa, cronometro
GP Maltsa, criterium
Memorial Verevkina, cronometro
Memorial Verevkina, criterium
2ª tappa Maykop
Memorial Tribulia, cronometro
Memorial Tribulia, in linea
Memorial Tribulia, criterium
3ª tappa Tour of Belarus (Dmitravichy > Dmitravichy)
Classifica generale Tour of Belarus
Grodno Cup, criterium
2ª tappa Friendship of the Peoples of the North Caucasus (Labinsk > Labinsk)
10ª tappa Friendship of the Peoples of the North Caucasus (Vladikavkaz > Vladikavkaz)
13ª tappa Friendship of the Peoples of the North Caucasus (Grozny > Grozny)

## Piazzamenti

### Competizioni mondiali
- Campionati del mondo su pista

Glasgow 2013 - Inseguimento a squadre Junior: 14º
Glasgow 2013 - Inseguimento individuale Junior: 27º
Glasgow 2013 - Corsa a punti Junior: 21º
Glasgow 2013 - Americana Junior: 16º
Hong Kong 2017 - Inseguimento a squadre: 14º
Hong Kong 2017 - Scratch: 14º
Apeldoorn 2018 - Inseguimento a squadre: 14º
Apeldoorn 2018 - Scratch: vincitore
Pruszków 2019 - Inseguimento a squadre: 13º
Pruszków 2019 - Scratch: 21º
Pruszków 2019 - Americana: 13º
Berlino 2020 - Inseguimento a squadre: 12º
Berlino 2020 - Scratch: vincitore
Berlino 2020 - Americana: non partito
Roubaix 2021 - Scratch: 14º
Roubaix 2021 - Omnium: 12º
Roubaix 2021 - Americana: 12º
Roubaix 2021 - Corsa a eliminazione: 15º
- Campionati del mondo su strada

Imola 2020 - Cronometro Elite: 52º
- Giochi olimpici

Tokyo 2020 - Omnium: 12º

### Competizioni europee
- Campionati europei su pista

Anadia 2013 - Corsa a punti Junior: ritirato
Anadia 2013 - Scratch Junior: 15º
Anadia 2013 - Americana Junior: 4º
Anadia 2014 - Inseguimento a squadre Junior: 8º
Anadia 2014 - Inseguimento individuale Junior: 15º
Anadia 2014 - Omnium Junior: 10º
Atene 2015 - Inseguimento a squadre Under-23: 3º
Atene 2015 - Americana Under-23: squalificato
Grenchen 2015 - Inseguimento a squadre: 11º
Grenchen 2015 - Inseguimento individuale: 26º
Montichiari 2016 - Inseguimento a squadre Under-23: 4º
Montichiari 2016 - Scratch Under-23: 6º
Saint-Quentin-en-Yvelines 2016 - Inseguimento a squadre: 10º
Saint-Quentin-en-Yvelines 2016 - Omnium: 12º
Anadia 2017 - Inseguimento a squadre Under-23: 6º
Anadia 2017 - Scratch Under-23: vincitore
Anadia 2017 - Omnium Under-23: 11º
Anadia 2017 - Americana Under-23: 9º
Berlino 2017 - Inseguimento a squadre: 9º
Berlino 2017 - Corsa a punti: 16º
Aigle 2018 - Corsa a eliminazione Under-23: 3º
Aigle 2018 - Omnium Under-23: 5º
Aigle 2018 - Americana Under-23: ritirato
Glasgow 2018 - Inseguimento a squadre: 9º
Glasgow 2018 - Scratch: 14º
Glasgow 2018 - Americana: 10º
Apeldoorn 2019 - Inseguimento a squadre: 10º
Apeldoorn 2019 - Scratch: 4º
Apeldoorn 2019 - Americana: 13º
Plovdiv 2020 - Inseguimento a squadre: 4º
Plovdiv 2020 - Scratch: 8º
Plovdiv 2020 - Omnium: 2º
Plovdiv 2020 - Americana: 5º
Grenchen 2021 - Corsa a eliminazione: 14º
Grenchen 2021 - Corsa a punti: 10º
Grenchen 2021 - Americana: 14º
- Campionati europei su strada

Nyon 2014 - Cronometro Junior: 57º
Nyon 2014 - In linea Junior: fuori tempo massimo
- Giochi europei

Minsk 2019 - Inseguimento a squadre: 4º
Minsk 2019 - Scratch: 3º
Minsk 2019 - Americana: 7º